# 利皮赞马
利皮赞马，是一个马的品种，其名称来源于位于今斯洛文尼亚的利皮卡种马场，并与奥地利维也纳的西班牙骑术学校密切相关。在该校，这些马匹表现出古典盛装舞步的学校跳或“高中”（high school）动作，包括高度控制、特色跳跃和其它的“腾空动作”（airs above the ground）。西班牙骑术学校的马匹是使用传统方法训练的，这些方法可以追溯到数百年前，依据的是古典盛装舞步的原则。
利皮赞马品种的历史可以追溯到16世纪，当时它是在哈布斯堡贵族的支持下发展起来的。该品种的名称来自于最早成立的种马场之一，该马场位于今斯洛文尼亚的利皮萨（意大利语拼作“Lipizza”）村附近。由于席卷整个欧洲的战争，包括第一次反法同盟战争、第一次世界大战和第二次世界大战，该品种已多次濒临灭绝。迪斯尼影片《白马的奇迹》，使美军在二战中营救利皮赞马的事迹家喻户晓。该品种还曾在许多电影、电视节目、书籍和其它媒体中担任主角或配角。
今天，有八匹种公马被公认为该品种的基础血统，它们都出生于18世纪末和19世纪初。现代所有利皮赞马的血统都能追溯到这八匹马，所有的繁殖种马都在其名字里包括其血统的基础祖先的名字。此外，经典的母马系也是已知的，其中有多达35种被不同的品种注册机构所认可。多数马匹是通过利皮赞马国际联盟（Lipizzan International Federation）的成员组织注册的，该联盟在欧洲涵盖了19个国家和9个国家育马场的近11,000匹马。大多数利皮赞马都在欧洲，也有一小部分在美洲、非洲和澳大利亚。利皮赞马通常为灰色，肌肉发达，成熟缓慢，但寿命长。

## 特征

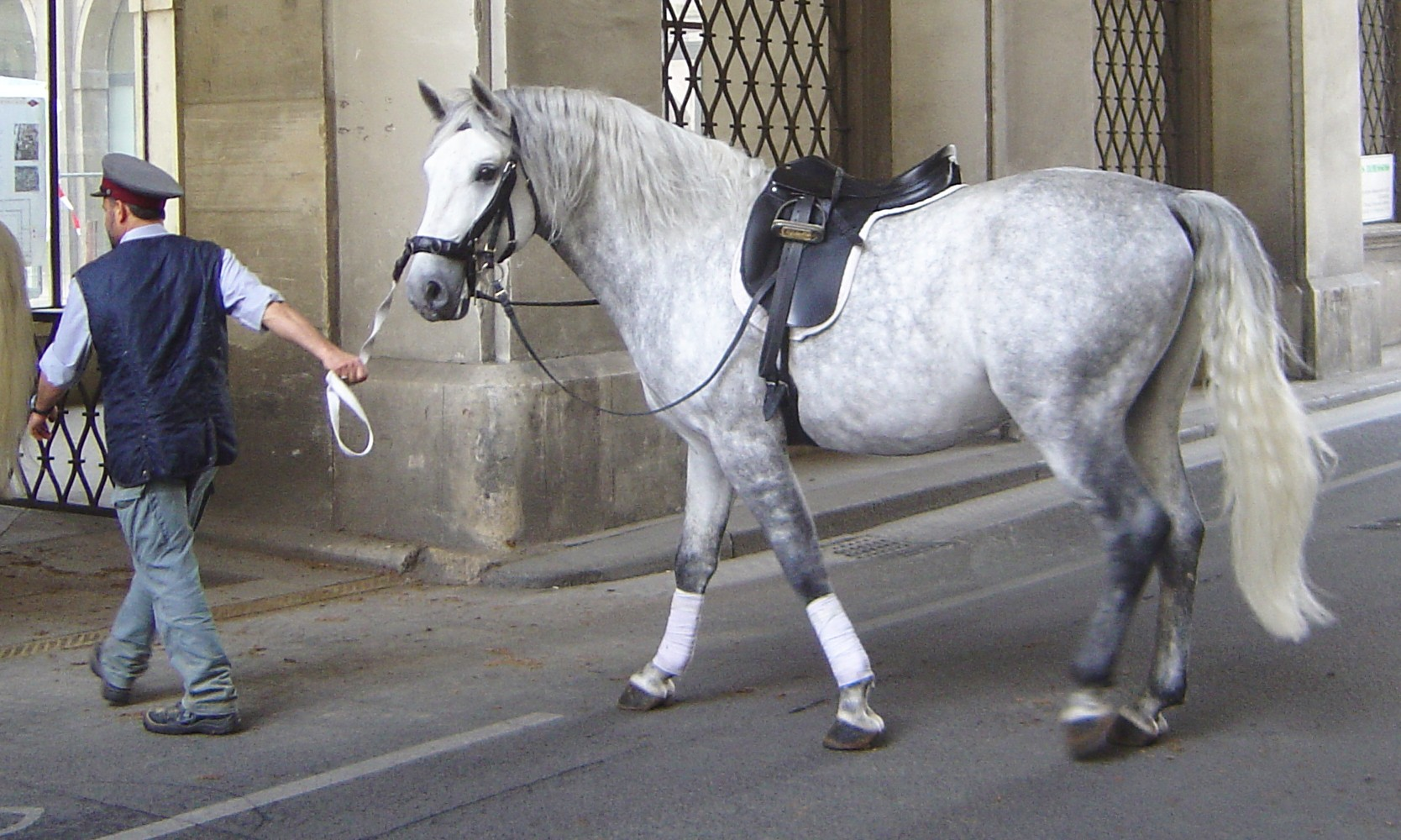
年轻的利皮赞种马正在变灰过程中

大多数利皮赞马的身高介于14.2至15.2手距（58至62英寸；147至157）之间。但是，更接近原始的拉车型马的马种更高，接近16.1手距（65英寸；165）。:111利皮赞马的头较长，轮廓笔直或略微凸出；颌骨深，耳朵小，眼睛大而表情丰富，鼻孔张开。他们的脖子结实且呈拱形，马肩隆低而宽且有肌肉。它们是一种巴洛克马，胸部宽而深，臀部宽阔，肩膀有肌肉；尾巴高扬，位置适中；腿部肌肉发达而强壮，关节较宽，肌腱清晰。脚通常较小，但也较硬。
利皮赞马倾向于缓慢成熟。但是，它们的寿命和活跃时间比很多其它品种更长，它们在20多岁时仍能在西班牙骑术学校进行艰苦的训炼，并能活到30多岁。:111

### 毛色

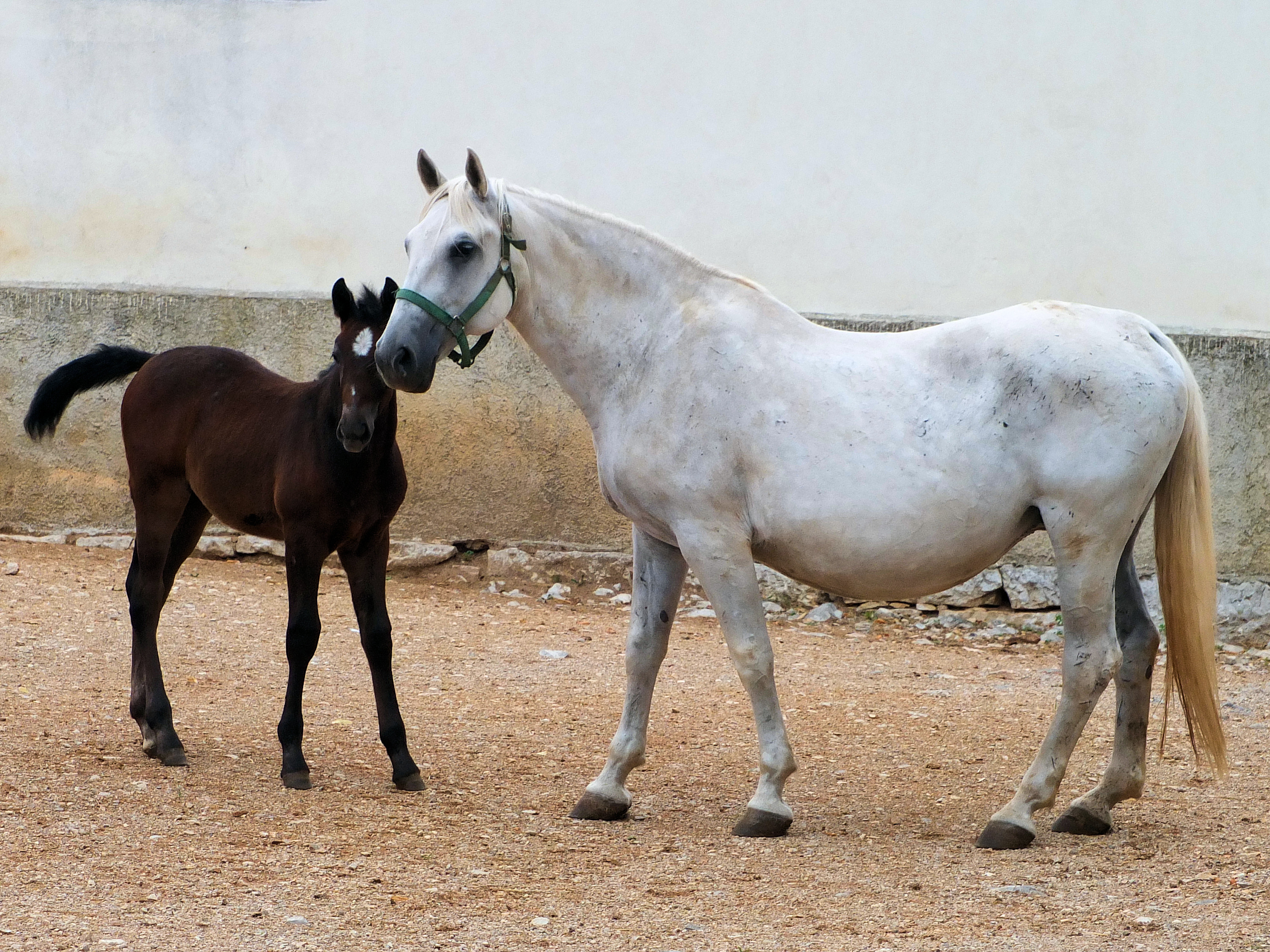
母马和黑色马驹

除了罕见的纯色马（通常是枣色或黑色），利皮赞马基本上都是灰色的。像所有的灰色马一样，它们都有黑色的皮肤，深色的眼睛，成年的马则会长白色的毛。包括利皮赞马在内的灰色马，在出生时皮肤都是有颜色的，利皮赞马的小马驹通常是枣色或黑色。随着变灰的过程，每年颜色都在变浅，整个过程在6至10岁之间完成。利皮赞马实际上并不是真正的白马，但这是一个常见的误解。白马天生就是白色的，皮肤没有色素。
直到18世纪，利皮赞马还有其它毛色，包括暗褐色、枣色、栗色、黑色、黑色白斑和有色白斑。不过，灰色是一种显性基因。灰色是王室偏爱的颜色，因此该颜色在繁殖操作中得以强化。因此，在少数品种中，当有意选择一种颜色作为理想特征时，该颜色就会成为绝大多数利皮赞马的颜色。但是，西班牙骑术学校的一项长期传统是，至少保留一匹枣色的利皮赞种马，这一传统一直延续至今。

## 历史

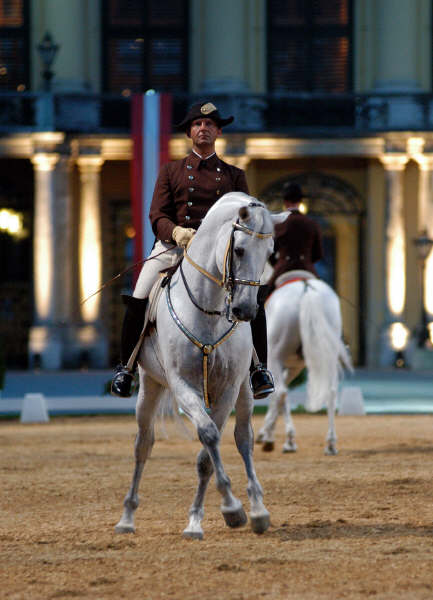
利皮赞种马，美泉宫

利皮赞马的祖先可以追溯到公元800年左右。利皮赞马最早的前身起源于公元七世纪，当时摩尔人将巴布马带入西班牙，并与西班牙本地血统进行杂交。结果造就了安达卢西亚马和其它伊比利亚马品种。
到16世纪，当哈布斯堡王朝同时统治西班牙和奥地利时，需要一种强壮但敏捷的马，这既是军事用途的需要，也是中欧贵族时尚且发展迅速的骑马学校的需要。因此，在1562年，哈布斯堡皇帝马克西米利安二世将西班牙的安达卢西亚马带到奥地利，并在克拉德鲁布建立了宫廷育马场。1580年，他的弟弟，内奥地利统治者查理二世大公，在利皮扎（Lipizza，今斯洛文尼亚利皮萨）建立了一个类似的种马场，该品种即由此得名。该育马场建立时，利皮扎坐落在哈布斯堡王朝所辖自治城市的里雅斯特范围内。村庄本身的名称来源于斯洛文尼亚语lipa，意为“菩提树”。
西班牙马、巴布马和阿拉伯马在利皮扎进行了杂交，其后代又与其它品种的马杂交，包括现已灭绝的来自意大利的那不勒斯马，以及从德国和丹麦获得的具有西班牙血统的巴洛克马。当两个育马场之间交换血统时，克拉德鲁布专门生产拉重型马车的马，而骑乘马和拉轻型马车的马则来自利皮扎育马场。
从1920年开始，奥地利格拉茨附近的皮柏联邦育马场成为维也纳用马的主要马场。繁育变得非常具有选择性，种马只有在骑术学校证明了自己，才能留在育马场，用于繁育的母马也必须经过严格的性能测试。

### 基础马匹
今天，利皮赞马有八种基础血统已得到各个注册机构的认可，并被称为不同的“王朝”（dynasties）。它们被分为两组。其中六种可追溯到18和19世纪利皮扎马场的经典基础种公马，而另外两种并非来自利皮扎，而是来自哈布斯堡君主国历史边界内的其它马场。
| 名称 | 译名 | 毛色 | 马种 | 出生时间 | 出生地 | 备注 | 来源   |
| 六个“经典王朝”                                                                                                   | 六个“经典王朝”                                                                                                   | 六个“经典王朝”                                                                                                   | 六个“经典王朝”                                                                                                   | 六个“经典王朝”                                                                                                   | 六个“经典王朝”                                                                                                   | 六个“经典王朝”                                                                                                   | [ 16 ] |
| --- | --- | --- | --- | --- | --- | --- | ------ |
| Pluto | 普鲁托 | 灰色 | 西班牙马 | 1765年 | 丹麦皇家育马场                                                                                                   | | [ 4 ]  |
| Conversano | 孔韦尔萨诺 | 黑色 | 那不勒斯马 | 1767年 | | | [ 4 ]  |
| Maestoso | 庄严 | 灰色 | | 1773年 | 克拉德鲁布育马场                                                                                                 | 和一匹西班牙母马一起来自克拉德鲁布，其今天的后代都能追溯到1819年生于匈牙利的庄严X（Maestoso X）                  | [ 16 ] |
| Favory | 心肝 | 暗褐色 | | 1779年 | 克拉德鲁布育马场                                                                                                 | | [ 4 ]  |
| Neapolitano | 纳波利塔诺 | 枣色 | 那不勒斯马 | 1790年 | 波列辛 | | [ 4 ]  |
| Siglavy | 西格拉维 | 灰色 | 阿拉伯马 | 1810年 | 叙利亚 | | [ 17 ] |
| 另外两种公马血统出现在克罗地亚、匈牙利和其它东欧国家，以及北美。利皮赞马国际联盟认可它们与六种经典血统地位相同。 | 另外两种公马血统出现在克罗地亚、匈牙利和其它东欧国家，以及北美。利皮赞马国际联盟认可它们与六种经典血统地位相同。 | 另外两种公马血统出现在克罗地亚、匈牙利和其它东欧国家，以及北美。利皮赞马国际联盟认可它们与六种经典血统地位相同。 | 另外两种公马血统出现在克罗地亚、匈牙利和其它东欧国家，以及北美。利皮赞马国际联盟认可它们与六种经典血统地位相同。 | 另外两种公马血统出现在克罗地亚、匈牙利和其它东欧国家，以及北美。利皮赞马国际联盟认可它们与六种经典血统地位相同。 | 另外两种公马血统出现在克罗地亚、匈牙利和其它东欧国家，以及北美。利皮赞马国际联盟认可它们与六种经典血统地位相同。 | 另外两种公马血统出现在克罗地亚、匈牙利和其它东欧国家，以及北美。利皮赞马国际联盟认可它们与六种经典血统地位相同。 | [ 15 ] |
| Tulipan | 郁金香 | 黑色 | 巴洛克式西班牙系                                                                                                 | 约1800年 | 克罗地亚的特罗佐娃育马场                                                                                         | 该马场由扬科维奇-贝桑伯爵（Count Janković-Bésán）所有                                                            | [ 16 ] |
| Incitato | 因契托 | | 西班牙血统 | 1802年 | 特兰西瓦尼亚 | 伯特伦伯爵（Count Bethlen）将其出售给匈牙利迈泽海杰什的育马场                                                    | [ 16 ] |

其它的一些种马血统已经随着时间淘汰了，但也曾被用于繁育早期的马。:49除基础种马血统外，还有20个“经典”母马血统，其中14条流传至今。:51但是，不同的利皮赞马组织所认可的母马血统多达35个。
利皮赞马的品种注册机构要求，种公马和母马都要使用传统的命名方式。种公马传统上要取两个名字，第一个是父系的血统，第二个是母马的名字。例如，“庄严·奥地利”（Maestoso Austria）这匹马，其父亲名为“庄严·喇叭”（Maestoso Trompeta），其母亲名为“奥地利”。该马的祖先可以追溯到基础祖先庄严。母马名称的选择，应“区别于传统的利皮赞马血统名称”，并且要求以字母“a”结尾。

### 西班牙骑术学校

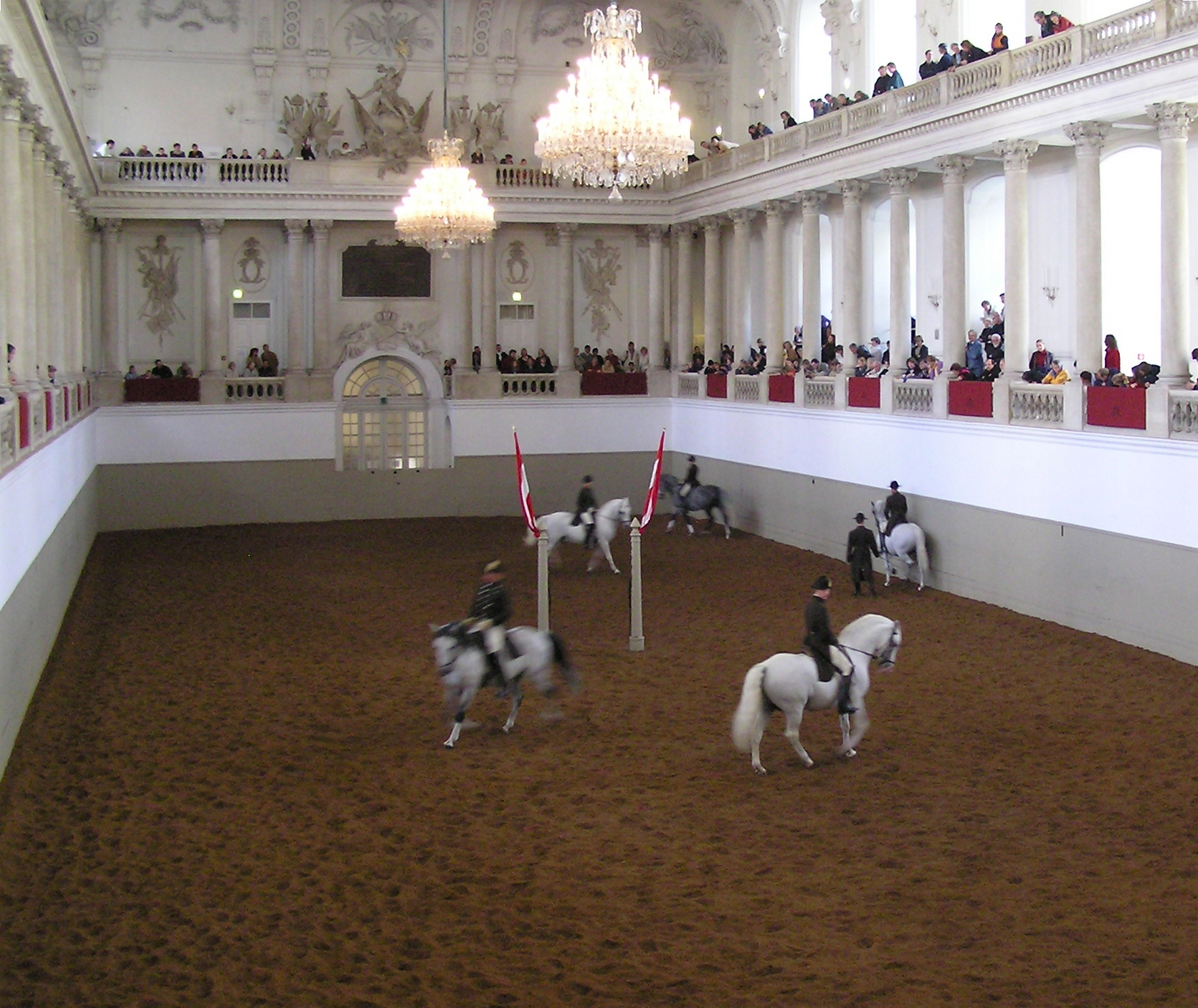
西班牙骑术学校的利皮赞马训练

世界著名的西班牙骑术学校在公开表演中使用训练有素的利皮赞种马，展示经典的盛装舞步动作和训练。1572年，奥地利帝国建造了第一座西班牙室内骑马场，它也是世界上同类建筑中最古老的。:249虽然名字是西班牙骑术学校，但它却坐落在奥地利维也纳，该名称来源于其最初的西班牙马匹。1729年，查理六世委托在维也纳建造冬季骑术学校（Winter Riding School），并于1735年完工，至今仍是西班牙骑术学校的所在地。

### 战时保护
利皮赞马在其历史中经历了多次战时迁移，每次迁移都使该品种免遭灭绝。第一次是在1797年3月第一次反法同盟战争期间，当时马匹被从利皮萨撤离。在迁移途中，有16匹母马产驹。1797年11月，马匹重返利皮萨，但马厩已成为废墟。马厩虽被重建，但在1805年拿破仑入侵奥地利时，马匹再次被撤离。它们离开了育马场两年，直到1807年4月1日才返回。但之后，随着1809年《申布伦条约》的签订，在随后的未定时期，马匹第三次被撤离，并造成许多马匹丢失，记载着1700年之前马匹血统的书面血统簿也被毁了。最终，这些马匹于1815年再一次返回利皮萨，并在19世纪剩下的时间里一直留在那里。
20世纪的第一次撤离发生在1915年，当时由于第一次世界大战爆发，马匹从利皮萨撤离，并被安置在拉克森堡和克拉德鲁布。战后，奥匈帝国解体，利皮萨成为意大利的一部分。因此，这些马被分割到了战后新国家的多个不同马场中，包括奥地利、意大利、匈牙利、捷克斯洛伐克、罗马尼亚和南斯拉夫。奥地利保留了西班牙骑术学校的种马和一些种畜。到1920年，奥地利种畜被合并到皮柏。
二战期间，纳粹德国的最高统帅部将欧洲大部分的利皮赞马种畜转移到了捷克斯洛伐克的霍斯陶。皮柏的种畜于1942年被迁移到这里，而其它欧洲国家的母马和马驹则于1943年到达。1945年1月，空袭逼近维也纳，西班牙骑术学校的负责人阿洛伊斯·波达吉斯基上校担心他们的种马有危险，于是将这些马从维也纳撤离到奥地利的圣马丁。到1945年春天，苏联军队的推进威胁到了霍斯陶的马匹，如果他们占领了那里，有可能会宰杀这些马而取它们的肉。
美国军队对利皮赞马的营救，因迪斯尼影片《白马的奇迹》而闻名，该营救分为两个部分。1945年春，乔治·巴顿将军指挥第三美国陆军到达圣马丁附近，并得知利皮赞种马就在该地区。巴顿本人爱好骑马，并且像波达吉斯基一样参加过奥运会。1945年5月7日，波达吉斯基为巴顿和战争部副部长罗伯特·P·帕特森举办了西班牙骑术学校种马展示，并请求巴顿保护这些马。
同时，第三陆军第二骑兵团，一个坦克小队在查尔斯·里德（Charles Reed）上校的指挥下，在霍斯陶发现了大量马匹和400名盟军战俘，并于1945年4月28日占领了那里。救援行动被称为“牛仔行动”，共解救了1,200匹马，其中包括375匹利皮赞马。巴顿了解到这次突袭，并安排波达吉斯基飞到霍斯陶。5月12日，美国士兵开始以骑、运和赶的方式让这些马转移35英里，穿过边界，进入德国的克茨廷。利皮赞马最终被安排在维姆斯巴赫的临时住处，直到种畜于1952年返回皮柏，而种马在1955年回到了西班牙骑术学校。2005年，西班牙骑术学校在美国巡游，以庆祝巴顿营救60周年。

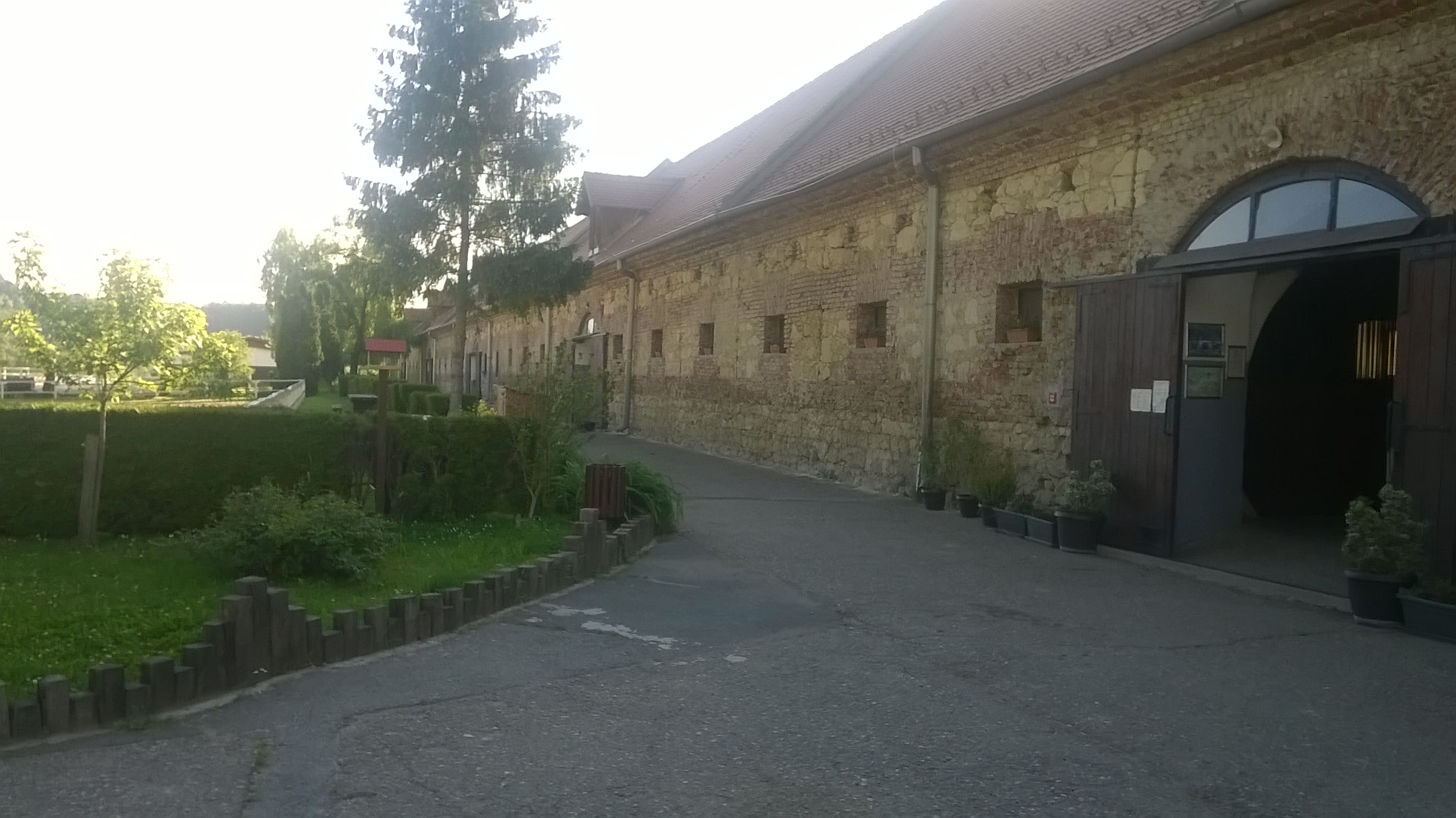
克罗地亚的利皮克育马场

在1991至1995年的克罗地亚独立战争期间，克罗地亚利皮克种马场的马被塞尔维亚人带到了塞尔维亚的诺维萨德。马匹在那里一直待到2007年，此时人们开始呼吁将它们返还给原来的国家。2007年10月，60匹马被返还给克罗地亚。

### 现代品种
1983年，利皮赞马品种的数量遭受了打击，当时病毒的流行袭击了皮柏马场，损失了四十匹马，马驹的数量也比预期的减少了8％。之后，马场中马的数量一直在增加。到1994年，马场有100匹母马，1993年出生了56匹马驹。1994年，由于建立了一个新的兽医中心，怀孕成功率和马驹出生率从27％上升到了82％。1996年，一项由欧盟的印度－哥白尼项目（Indo-Copernicus Project）资助的研究，对来自欧洲8个育马场的586匹利皮赞马进行了评估，目的是开发“基于科学的对利皮赞马的描述”。一项对212匹马进行的线粒体DNA（mtDNA）研究表明，它们中包含了现代马已知的39种mtDNA单倍型中的37种，这意味着它们表现出了高度的遗传多样性。这是意料之中的，因为已经知道，利皮赞马的母马家族包括了大量不同的品种，包括阿拉伯马、纯种马和其它欧洲品种。

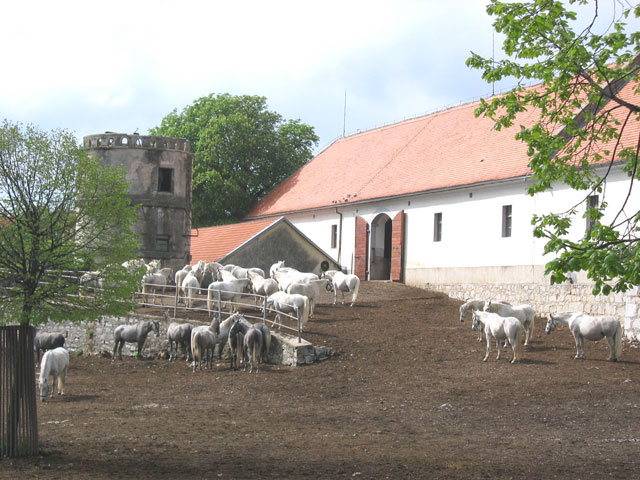
斯洛文尼亚的利皮萨育马场

利皮赞马国际联盟（Lipizzan International Federation，简称LIF）是该品种的国际管理组织，由许多代表利皮赞马的国家和私人组织组成。这些组织在LIF的旗帜下一起工作，以繁荣该品种并维持相关标准。截至2012年，已有将近11,000匹利皮赞马在LIF注册，它们属于19个国家的私人养马者，以及欧洲的9个国家育马场。数量最多的是欧洲，注册了近9000匹马，其次是美洲，只有1,700多匹，非洲和澳大利亚各有大约100匹。LIF的9个国家育马场拥有的马匹几乎占全欧洲的四分之一。罗马尼亚的桑巴塔德乔斯的马最多，有400匹，其次是奥地利的皮柏（360）、斯洛文尼亚的利皮萨（358）、匈牙利的锡尔瓦什瓦劳德（262）、意大利的蒙泰罗通多（230）、克罗地亚的贾科沃-利皮克（220）和斯洛伐克的托泊西延基（200）。其它两个育马场较小，波斯尼亚的伍西杰克（Vučijak）有130匹马，而塞尔维亚的卡拉索雷沃只有30匹。已经开发了教育计划，来促进遵照传统育种目标的育种和培育。
利皮赞马是唯一在斯洛文尼亚开发的马种，开发该品种的利皮萨育马场目前位于其境内，因此利皮赞马被认定为斯洛文尼亚的国家动物。例如，在20分的斯洛文尼亚的欧元硬币上就突出了一对利皮赞马。意大利卡宾枪骑兵警察的骑兵团也将利皮赞马作为坐骑之一。2008年10月，英国女王伊丽莎白二世在对斯洛文尼亚进行访问期间，在利皮萨获赠了一匹利皮赞马，名为085心肝·卡尼萨二十二世（085 Favory Canissa XXII）。她决定将该马仍留在育马场进行照顾。

## 训练和使用

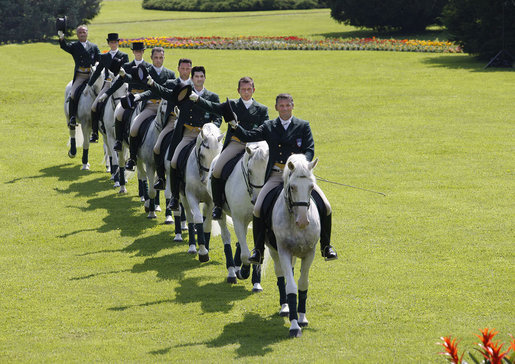
斯洛文尼亚的利皮赞马

利皮赞马的传统驯马方法是在西班牙骑术学校根据经典盛装舞步的原则开发的，而该原则可以追溯到古希腊作家色诺芬，其作品在16世纪被重新发现。他关于马的心态和心理开发的思想，在今天看来依然适用。其他对西班牙骑术学校的训练方法产生重大影响的作家包括：生活在16世纪的第一所骑术学校（位于那不勒斯）的创始人费德里科·格里索内，以及17、18世纪的两名法国人安托万·德·普鲁维内尔和弗朗索瓦·罗比雄·得拉盖里涅尔。西班牙骑术学校训练利皮赞种马的方法是通过口述传统传下来的，直到该校高级骑师弗朗兹·霍尔拜因元帅（Field Marshal Franz Holbein）和约翰·梅克斯纳（Johann Meixner）于1898年为该校训练马匹和骑手而发布了初步指南。在20世纪中叶，阿洛伊斯·波达吉斯基写了许多作品，成为了今天许多盛装舞步骑手的教科书。
西班牙骑术学校所讲授的原则，其基础是教授给骑兵为战马所做的战争准备的实践。:24年轻的种马在四岁时就来到西班牙骑术学校接受训练。每匹马平均需要六年时间来接受整个训练，当它们掌握了表演“学校四钻”（School Quadrille）所需的技能后，就被认为是完成了学业。有三种难度递进的技能，会教授给种马，它们依次是：
- 向前骑，也叫直骑或“雷蒙特学校”（Remontenschule），该名称代表在训练的第一年所教授的技能。年轻的马要学会套马鞍和马辔，学习在长缰绳（英语：Longeing）上的基本命令，然后再教授如何骑行，主要是在场地内进行简单的直行和转弯，来教授马匹对骑手腿和手的动作（英语：Riding aids）做出正确反应。这一阶段的主要目标是，在尽可能天然的环境中自如地向前运动。[20]
- 运动学校（Campaign school或Campagneschule）或运动（Campagne），在这一阶段马匹需要通过所有的步态、转弯和操纵来学习收敛（英语：Collection (horse)）和平衡。马要学会收放步幅，以及向侧方的横向运动（英语：Lateral movement），并引入更复杂的双马辔（英语：Double bridle）。这是最长的训练阶段，可能需要多年时间。[20]
- 高中盛装舞步或中学（英语：Classical dressage#The school jumps）（haute école或Hohe Schule），包括骑马使用更大的收敛及增加后肢的使用，在所有自然步态中开发规律性、技巧性和灵活性。在此期间，马匹会学习最高级的动作，例如半偏步（英语：Half-pass）、反压步（英语：Lead (leg)#Counter canter）、凌空变步（英语：Lead (leg)#Flying change）、旋转步（英语：Pirouette (dressage)）、通道步（英语：Passage (dressage)）和原地踏步（英语：Piaffe）。这也是可能会教给马匹“腾空动作（英语：Airs above the ground）”的阶段。此级别强调高度完美的表现。[21]:25–26

尽管皮柏马场为拉车和骑马而训练母马，:129但西班牙骑术学校在表演中只使用种马。在全球范围内，利皮赞马既参加盛装舞步比赛，也参加拉车比赛，并且在西班牙骑术学校保持着传统的地位。

## 腾空动作

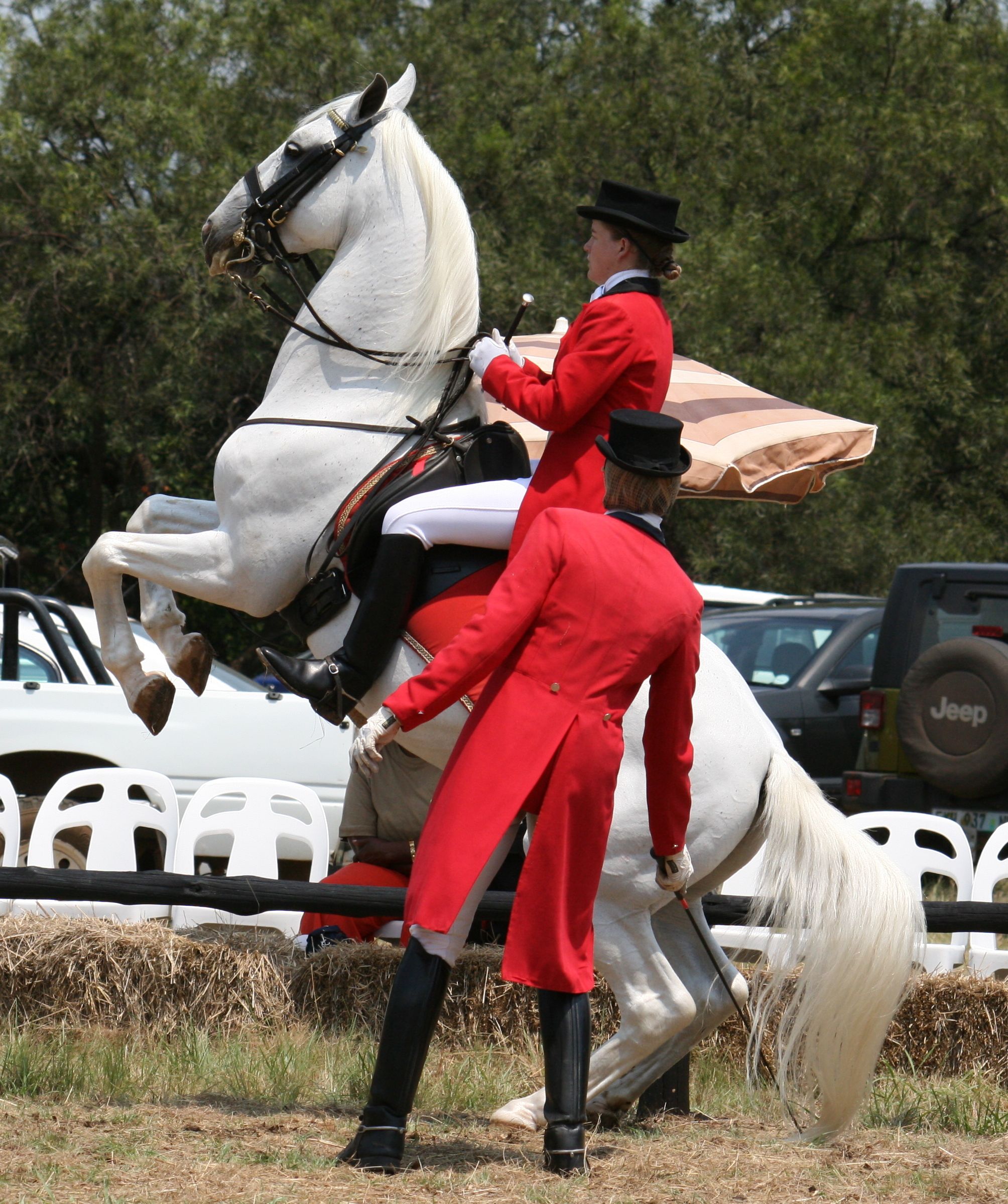
在约翰内斯堡的南非利皮赞马露天表演中表演佩萨德

腾空动作是一组难度较大的“高中”盛装舞步动作，因利皮赞马而闻名。:268已经实现的动作包括：
- 列瓦德（levade）是一种姿势，马匹将两条前腿都抬起，以可控的形式、完全依靠后腿、以30°角站立，这要求后肢有很大的力量。一种难度较小但相关的动作是佩萨德（pesade），马要抬高至45°角。
- 库尔贝特（Courbette）是一种动作，马匹靠后腿站立并保持平衡，然后进行基本的“跳跃”，跳时前后腿同时离地。
- 卡普里奥勒（capriole）是一种原地跳，马匹跳向空中，将前腿蜷在自己身下，而后腿在跳到最高处时踢出。

其它动作包括：
- 克鲁佩德（croupade）和巴罗泰德（ballotade）是卡普里奥勒的前身。在克鲁佩德中，马匹跳起时前后腿都蜷在身下，且并不踢出。在巴罗泰德中，马匹跳起，但后腿并不完全蜷起，也不踢出，但从后方看，能看见后腿的脚底。
- 梅泽尔（mezair）是一系列连续的列瓦德，马匹将前腿落至地面，然后再次举起，仅靠后腿站立，以此实现向前运动。西班牙骑术学校已不再使用此动作。[21]:269–274

## 在流行文化中
利皮赞马已在许多电影、电视、书籍和其它媒体中担任主角或配角。
1940年的电影《弗洛里安》由两匹利皮赞种马主演。它是根据费利克斯·萨尔腾1934年的小说改编的。在制作电影时，该片制片人的妻子拥有美国唯一的利皮赞马。1963年沃尔特·迪斯尼的电影《白马的奇迹》中，描写了二战期间营救利皮赞种马的故事。该片是迪斯尼制作的唯一一部以二战为背景的、相对真实的真人电影。
在长片《红潮风暴》中，两位主角之间有一场讨论，关于利皮赞马是来自西班牙还是来自葡萄牙，以及它们出生的时候是白色还是黑色，用来代表影片中被抑制的种族冲突，以及冷战期间两种主要势力对世界的分割。
关于利皮赞马的电视节目，有一部1965年的儿童电视剧《白马》，由南斯拉夫的卢布尔雅那广播电视台（现斯洛文尼亚广播电视台）与德国的BR-TV联合制作，并在英国进行了转播。故事讲述了一个十几岁女孩的冒险经历，她参观了培养利皮赞马的农场。
许多书籍和诗歌都提到了利皮赞马，或以利皮赞马为主角。2011年，荷兰作家弗兰克·韦斯特曼出版了一本有关利皮赞马的20世纪历史书《孟德尔哥哥完美的马》（Brother Mendel's Perfect Horse）。在伊娃·伊伯特森2004年的小说《喀山之星》中，利皮赞马和西班牙骑术学校是情节和背景的关键要素。在玛丽·斯图尔特1965年的小说《腾空动作》和玛格丽特·亨利1964年的儿童小说《利皮扎的白色种马》（White Stallion of Lipizza）中，利皮赞马和西班牙骑术学校也扮演了至关重要的角色。在1960年代，斯洛文尼亚诗人爱德华·科克贝克写了一首诗献给利皮赞马。2011年6月21日，安妮·韦德金（Annie Wedekind）通过布雷耶动物创作公司发布了《水星的飞行：利皮赞种马的故事》（Mercury's Flight: The Story of a Lipizzaner Stallion），作为《布雷耶马丛书》的一部分。
在《愤怒的海狸》第一季的《花式腾跃》（Fancy Prance）一集中，诺伯特（Norbert）向达吉特（Daggett）坦言，他的终生梦想是成为一匹利皮赞种马。前音乐会发起人加里·拉辛斯基（Gary Lashinsky）拥有举世闻名的利皮赞种马（World-famous Lipizzaner Stallions），直到他们申请第七章破产并永久关闭。一部基于二战中从纳粹繁殖场疏散利皮赞马的新电影有望在2016年12月上映。